# Tuttiola lynceus
Tuttiola lynceus är en fjärilsart som beskrevs av Eugen Johann Christoph Esper 1779. Tuttiola lynceus ingår i släktet Tuttiola och familjen juvelvingar. Inga underarter finns listade i Catalogue of Life.